# Coppa di Francia (pallacanestro femminile)
La Coppa della Francia (in francese: Coupe de France de Basket) di pallacanestro femminile è un trofeo nazionale francese organizzato dal 1956.

## Formula
Dal 2005 partecipano tutte le squadre della LBF e della Ligue Féminine 2 con le migliori del terzo livello (Nationale Féminine 1).

## Albo d'oro
| Anno                                 | Vincitrice            | Finalista                     | Note             |
| Coupe de France                      | Coupe de France       | Coupe de France               | Coupe de France  |
| ------------------------------------ | --------------------- | ----------------------------- | ---------------- |
| 1956-1957                            | AS Montferrand        | Amicale Bucaille              |                  |
| 1957-1958                            | AS Montferrand        | Olympique de Marseille        |                  |
| 1959-1960                            | FC Lyon               | Paris UC                      |                  |
| Coupe du Printemps                   |                       |                               |                  |
| 1981-1982                            | Stade français        | Asnières Sports               |                  |
| 1982-1983                            | Stade français        | AS Montferrand                |                  |
| 1983-1984                            | RCF Paris             | Stade français                |                  |
| 1984-1985                            | Stade français        | Versailles BC                 |                  |
| Coupe Peter                          |                       |                               |                  |
| 1985-1986                            | Cavigal Nice          | BAC Mirande                   |                  |
| 1986-1987                            | AS Montferrand        | Challes Sports Basket         |                  |
| 1987-1988                            | Challes Sports Basket | AS Roquebrune CM              |                  |
| 1988-1989                            | Stade clermontois     | AS Montferrand                | [ 1 ]            |
| Coupe de France                      |                       |                               |                  |
| 1988-1989                            | CCA Sélestat          | RC de France                  |                  |
| 1989-1990                            | Bourges               | AL Nuits Saint-Georges        |                  |
| 1990-1991                            | Bourges               | Tarbes GB                     |                  |
| 1991-1992                            | ASPTT Toulouse        | AS Montferrand                |                  |
| 1992-1993                            | Jallais Anjou Basket  | ABC Limoges                   |                  |
| 1993-1994                            | Toulouse Launaguet    | USO Mondeville                |                  |
| 1994-1995                            | USO Mondeville        | La Berrichonne de Châteauroux |                  |
| Coupe de France (Trophée Joë Jaunay) |                       |                               |                  |
| 1995-1996                            | Tarbes GB             | ASPTT Aix-en-Provence         |                  |
| 1996-1997                            | Tarbes GB             | SC Bordeaux                   |                  |
| 1997-1998                            | Tarbes GB             | SC Bordeaux                   |                  |
| 1998-1999                            | USO Mondeville        | Toulouse Launaguet            |                  |
| 1999-2000                            | Aix-en-Provence       | Valenciennes                  |                  |
| 2000-2001                            | Valenciennes          | Aix-en-Provence               |                  |
| 2001-2002                            | Valenciennes          | Bourges                       |                  |
| 2002-2003                            | Valenciennes          | Villeneuve d'Ascq             |                  |
| 2003-2004                            | Valenciennes          | USO Mondeville                |                  |
| 2004-2005                            | Bourges               | Valenciennes                  |                  |
| 2005-2006                            | Bourges               | Valenciennes                  |                  |
| 2006-2007                            | Valenciennes          | Bourges                       |                  |
| 2007-2008                            | Bourges               | Villeneuve d'Ascq             |                  |
| 2008-2009                            | Bourges               | Tarbes GB                     |                  |
| 2009-2010                            | Bourges               | Tarbes GB                     |                  |
| 2010-2011                            | Lattes-Montpellier    | USO Mondeville                |                  |
| 2011-2012                            | Arras                 | Bourges                       |                  |
| 2012-2013                            | Lattes-Montpellier    | Nantes-Rezé                   |                  |
| 2013-2014                            | Bourges               | Villeneuve d'Ascq             |                  |
| 2014-2015                            | Lattes-Montpellier    | Bourges                       |                  |
| 2015-2016                            | Lattes-Montpellier    | Bourges                       |                  |
| 2016-2017                            | Bourges               | Flammes Carolo                |                  |
| 2017-2018                            | Bourges               | Flammes Carolo                |                  |
| 2018-2019                            | Bourges               | Flammes Carolo                |                  |
| 2019-2020                            | Finale annullata      | Finale annullata              | Finale annullata |
| 2020-2021                            | Lattes-Montpellier    | Flammes Carolo                | [ 4 ]            |
| 2021-2022                            | Basket Landes         | Bourges                       | [ 5 ]            |
| 2022-2023                            | Basket Landes         | Lyon ASVEL féminin            | [ 6 ]            |
| 2023-2024                            | Bourges               | Basket Landes                 | [ 7 ]            |
| 2024-2025                            | Flammes Carolo Basket | Bourges                       | [ 8 ]            |

## Vittorie per club
| Squadra              | Vittorie | Anni                                                                   |
| -------------------- | -------- | ---------------------------------------------------------------------- |
| C.J.M. Bourges       | 12       | 1990, 1991, 2005, 2006, 2008, 2009, 2010, 2014, 2017, 2018, 2019, 2024 |
| Valenciennes         | 5        | 2001, 2002, 2003, 2004, 2007                                           |
| Lattes Montpellier   | 5        | 2011, 2013, 2015, 2016, 2021                                           |
| AS Montferrand       | 3        | 1957, 1958, 1987                                                       |
| Stade français       | 3        | 1982, 1983, 1985                                                       |
| Tarbes               | 3        | 1996, 1997, 1998                                                       |
| Tolosa Launaguet     | 2        | 1992, 1994                                                             |
| USO Mondeville       | 2        | 1995, 1999                                                             |
| Basket Landes        | 2        | 2022, 2023                                                             |
| FC Lyon              | 1        | 1960                                                                   |
| Racing club France   | 1        | 1984                                                                   |
| Cavigal Nizza        | 1        | 1986                                                                   |
| Challes-les-Eaux     | 1        | 1988                                                                   |
| Stade clermontois    | 1        | 1989                                                                   |
| CCA Sélestat         | 1        | 1989                                                                   |
| Jallais Anjou Basket | 1        | 1993                                                                   |
| Pays d'Aix Basket    | 1        | 2000                                                                   |
| Arras                | 1        | 2012                                                                   |
| Flammes Carolo       | 1        | 2025                                                                   |